# Mohammad Nur
Mohammad Nur bin Adam Hawsawi (arabisch محمد نور بن آدم هوساوي, DMG Muḥammad b. Muḥammad Nūr b. Ādam Hausāwī, häufig Nour oder Noor; * 26. Februar 1978 in Mekka) ist ein ehemaliger saudi-arabischer Fußballspieler. Er gewann achtmal die saudi-arabische Meisterschaft und nahm an den Weltmeisterschaften 2002 sowie 2006 teil.

## Karriere
Seit 1998 gehörte Nur dem saudi-arabischen Spitzenclub Al-Ittihad aus Dschidda an und gewann mit ihm 2004 und 2005 zweimal in Folge den Titel als beste Vereinsmannschaft Asiens. Dazu kamen sieben nationale Titel und vier Pokalsiege für den erfahrenen Mittelstürmer, der Kapitän der Mannschaft war.
Seit 14. Oktober 2000 stand er vielfach mit Unterbrechungen für die saudi-arabische Fußballnationalmannschaft auf dem Platz und überzeugte dort in über 60 Einsätzen auch als Torschütze. Nach 2002 stand er bei der Fußball-Weltmeisterschaft 2006 in Deutschland zum zweiten Mal in Folge bei einer WM im Aufgebot Saudi-Arabiens.
Im Juli 2016 beendete Mohammad Noor seine Karriere als Fußballspieler.

## Titel / Erfolge
- AFC-Champions-League-Sieger: 2004, 2005
- Saudi-arabischer Meister: 1997, 1999, 2000, 2001, 2003, 2007, 2009, 2014
- Saudi-arabischer Pokalsieger: 1997, 2001, 2004, 2014